# Уньюш
Уньюш (порт. Unhos) — район (фрегезия) в Португалии, входит в округ Лиссабон. Является составной частью муниципалитета Лореш. Находится в составе крупной городской агломерации Большой Лиссабон. По старому административному делению входил в провинцию Эштремадура. Входит в экономико-статистический субрегион Большой Лиссабон, который входит в Лиссабонский регион. Население составляет 9 507 человек на 2011 год. Занимает площадь 4,48 км².
Покровителем района считается Иисус Христос (порт. São Silvestre).

## Демография

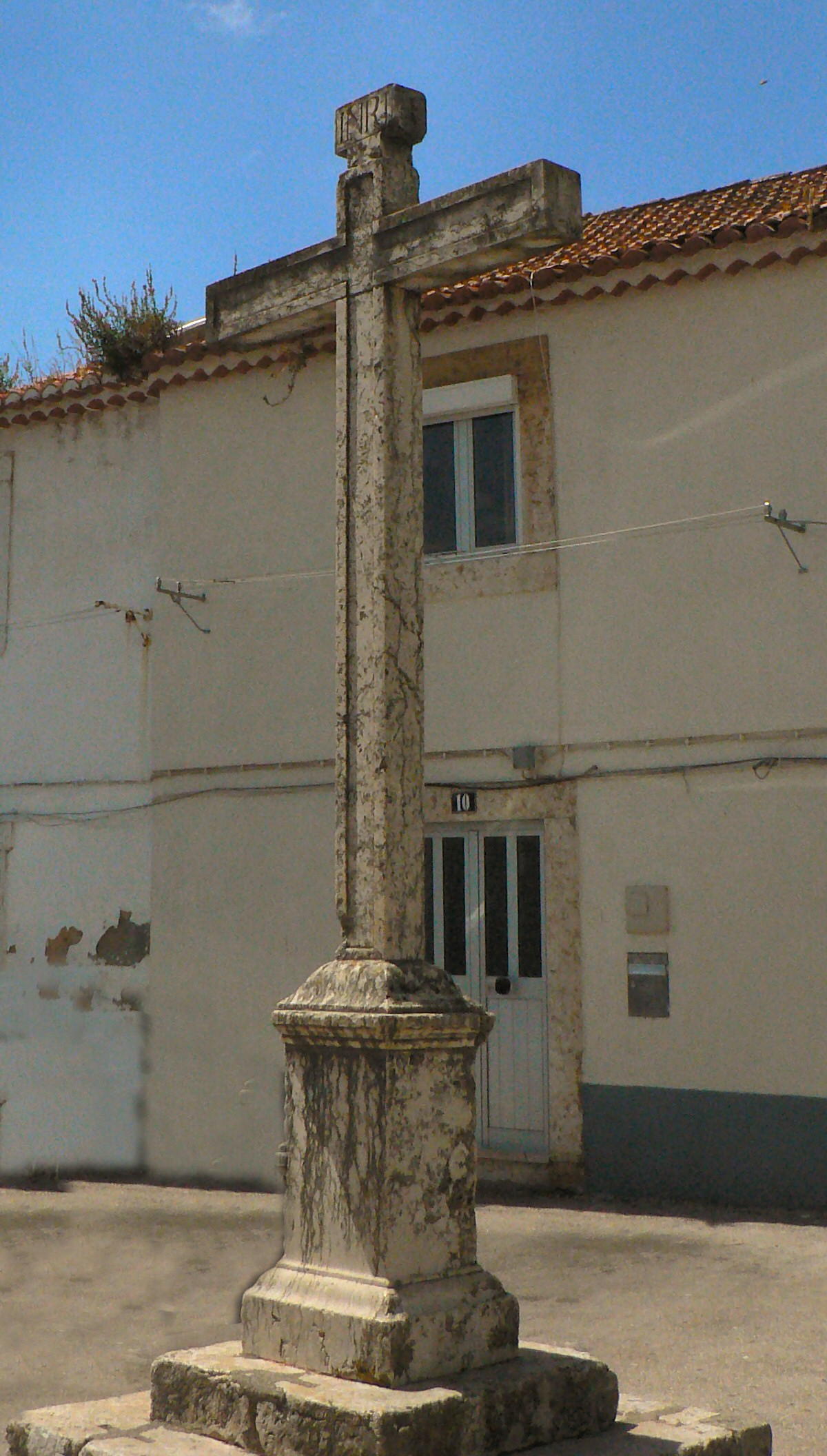

| Численность населения муниципалитета по годам | Численность населения муниципалитета по годам | Численность населения муниципалитета по годам | Численность населения муниципалитета по годам | Численность населения муниципалитета по годам | Численность населения муниципалитета по годам | Численность населения муниципалитета по годам | Численность населения муниципалитета по годам | Численность населения муниципалитета по годам | Численность населения муниципалитета по годам | Численность населения муниципалитета по годам |
| --------------------------------------------- | --------------------------------------------- | --------------------------------------------- | --------------------------------------------- | --------------------------------------------- | --------------------------------------------- | --------------------------------------------- | --------------------------------------------- | --------------------------------------------- | --------------------------------------------- | --------------------------------------------- |
| 1862                                          | 1864                                          | 1890                                          | 1900                                          | 1910                                          | 1920                                          | 1930                                          | 1940                                          | 1991                                          | 2001                                          | 2011                                          |
| 503                                           | 420                                           | 421                                           | 495                                           | 487                                           | 436                                           | 481                                           | 569                                           | 10 485                                        | 10 531                                        | 9 507                                         |